# Manuel Trucco
Manuel Trucco Franzani (Cauquenes, 18 de março de 1875 – Santiago, 25 de outubro de 1854) foi um político chileno. Ocupou o cargo de presidente de seu país entre 20 de agosto de 1931 e 15 de novembro de 1931. Além disso, governou o Banco Central do Chile entre 1946 e 1951.